# 人民広場 (大連)

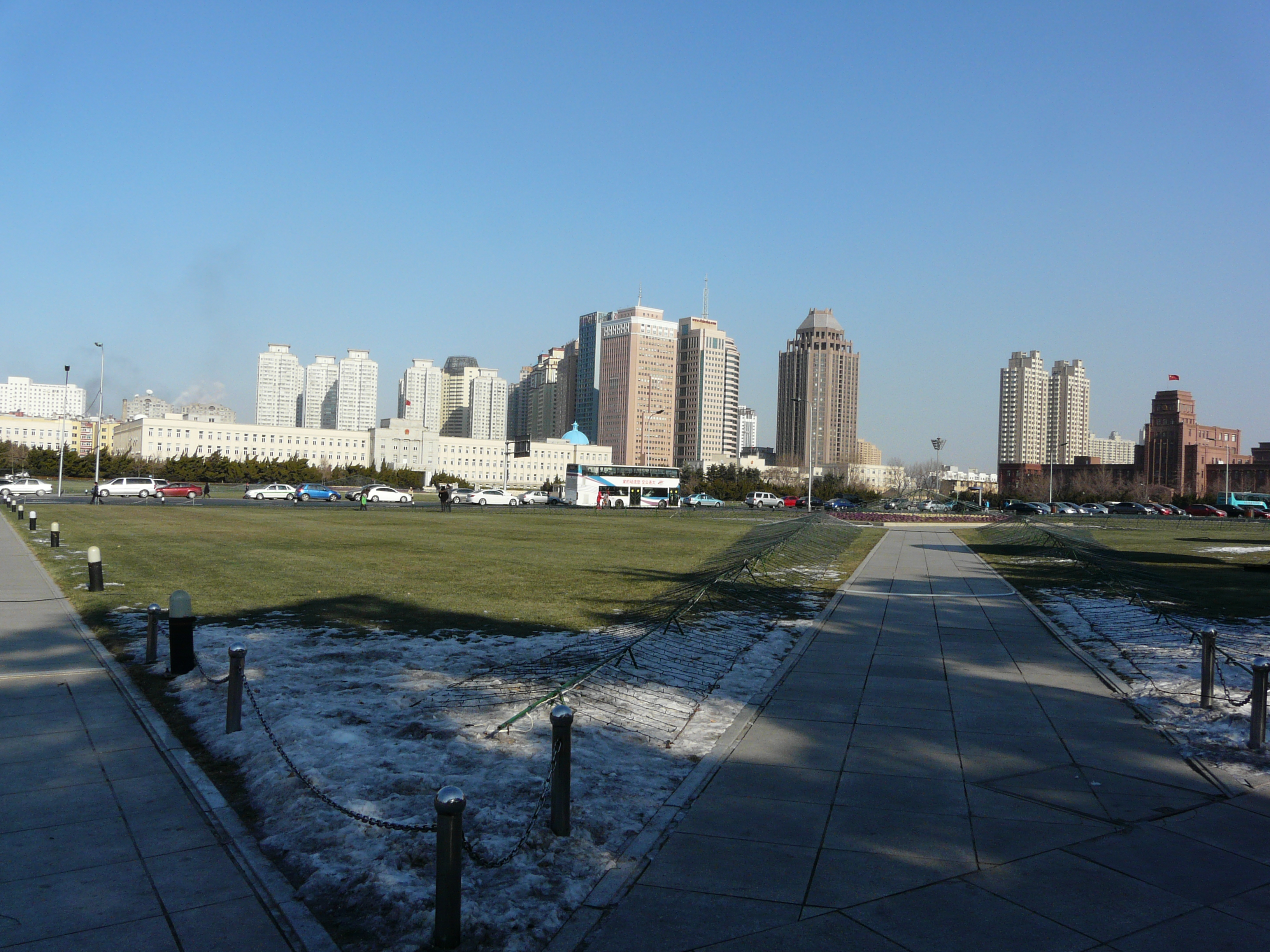
大連人民広場の南側で、車が通る中山路の向こうに大連市政府庁舎とその右に公安局を見る。

大連人民広場（中国語: 大连人民广场）は、中国遼寧省大連市西崗区にある大きな都市広場で、大連市政府建物の前面にあり、市の行政の中心地になっている。

## 概要
大連人民広場の形状は正方形で、大連の他のほとんどが円形なのとは異なる。広場の面積は120,000平方メートル。大連市中心部の東西の主要道路である中山路が人民広場の中央を通り、広場を北と南の2つの部分に分けている。人民広場は、ほぼ軸対称のレイアウトを採用している。大連市政府建物は広場の北に位置し、公安局と裁判所は広場の北半分の東側と西側に分かれている。
この人民広場は旧称長者広場で、1914年に作られた。日本が大連を租借地としていた1930年代には、広場の主要な建物である関東州庁（現市政府建物）、警察署、関東州裁判所が作られた。1945年のソビエト占領後、広場内の南に「ソビエト殉教者記念塔」が建てられ、広場はスターリン広場と改名された。1993年にはさらに人民広場と改名されて、1999年にはソビエト殉教者記念塔は旅順ソビエト殉教者墓地に移され、元の場所は国旗・市旗掲揚台と大きな音楽噴水として再建された。
現在は、大連の中心部から旅順へ向かう旅順南路（現中山路）上にあり、もと関東州庁舎が面する広場なので、日本人観光客が必ず見かけるような場所になっている。

## 交通
中山路が広場の中央を東西に貫いていて、大連地下鉄2号線の人民広場駅がある。

## 住民デモ
人民広場は市政府に対する住民のデモが行われる場所となっており、例えば、2011年8月14日には大連市民は人民広場で集会を開き、大連福佳社の繊維産業には必要だが有害化学物質であるパラキシレン（p-Xylene）を生産する大連化学工場（大連経済技術開発区）に反対を表明した。

## 参照項目
- 大連中山広場、星海広場
- 日本近代建築史